# Schachklub Landshut
Der Schachklub Landshut ist ein Schachverein, gegründet 1902 in Landshut.
In der Saison 2015/16 nimmt er mit zwei Mannschaften an den niederbayerischen Mannschaftsmeisterschaften teil.
In der Zeit 1995–1997 spielte die Fernschach-Mannschaft des SK Landshut in der damals neu gegründeten 1. Fernschach-Bundesliga mit der Aufstellung:
- 1. Brett: Wolfgang Galow (3,5 aus 8)
- 2. Brett: Rudi Heigl (3,0 aus 8)
- 3. Brett: Michael Nurbekoglu (2,0 aus 8)
- 4. Brett: Werner Müller / Ignaz Mészaros (ab September 1996) (3,5 aus 8)

Das Team belegte unter 9 Mannschaften den 9. Platz und stieg in die 2. Fernschach-Bundesliga ab. Qualifiziert für diese 1. Bundesliga hatte sich der SK Landshut im Qualifikationsturnier zur Fernschachbundesliga, Hauptrunde A in der Saison 1993/95 mit der Aufstellung Nurbekoglu, Galow, Müller, Heigl.